# ويليام ديوك (رسام)
ويليام ديوك (بالإنجليزية: William Duke)‏ هو رسام أسترالي، ولد في 1814 في مقاطعة كورك في جمهورية أيرلندا، وتوفي في 17 أكتوبر 1853 في Collingwood, Victoria ‏ في أستراليا.